# Lem (by)
Lem är en by i Ovansjö socken i Sandvikens kommun.
Lem omtalas i dokument första gången 1461 då Jöns i byn faste vid ett landsting i Ovansjö. Bynamnet skrivs 1461 Læm och 1541 Läm. Under 1500-talet bestod byn av två mantal skatte om 1 öres och 3 örtugsland respektive 1 öres och 1 örtugsland. Gårdarna skattade 506 respektive 446 osmundar järn årligen.